# Bernagoitia
Bernagoitia es una entidad de población española del municipio de Amorebieta-Echano, perteneciente a la provincia de Vizcaya, en la comunidad autónoma del País Vasco.

## Historia
Hacia mediados del siglo XIX, el lugar pertenecía al ayuntamiento de Amorebieta. Aparece descrito en el cuarto volumen del Diccionario geográfico-estadístico-histórico de España y sus posesiones de Ultramar de Pascual Madoz con las siguientes palabras:

BERNAGOITIA: felig. en la prov. de Vizcaya, part. jud. de Durango, ayunt. de Amorebieta ó Zornoza. sit. en terreno montuoso, á la izq. del r. Durango. Tiene 14 casas y una parr. dedicada á San Miguel, servida por un cura beneficiado, cuya presentacion corresponde á los mismos felig. terreno, prod. y pobl. (V. Amorebieta).
(Madoz, 1846, p. 277)

En la actualidad, pertenece al municipio de Amorebieta-Echano. En 2022, la entidad singular de población tenía empadronados 87 habitantes.

## Patrimonio
Hay en el lugar una iglesia de San Miguel.